# Fritz Simrock
Fritz August Simrock (né le 2 janvier 1837 à Bonn et mort le 20 août 1901 à Ouchy, Lausanne) est un éditeur de musique prussien.

## Biographie
Fritz Simrock est le plus jeune fils de Peter Joseph Simrock et le petit-fils de Nikolaus Simrock. Il termine ses études à Bonn, où il rejoint le Corps Palatia en 1858. Il reprend ensuite le 1er janvier 1870 l'éditeur de musique N. Simrock, qui existe à Bonn depuis 1793, de son père et de son grand-père. À l'automne de la même année, il déménage le siège de l'entreprise à Berlin. À partir de 1872, Simrock y vit dans une villa à Berlin-Tiergarten, Am Karlsbad 3, ouverte à tous les artistes.
Sous sa direction et grâce à ses efforts, la maison d'édition publie les œuvres d'importants compositeurs de l'époque, dont Johannes Brahms, Max Bruch, Antonín Dvořák et Johann Strauß. Son épouse Clara Franzisca Angelica Hubertina née Heimann (née le 22 juin 1839 à Bonn et mort le 30 avril 1928 à Berlin), descendante de la famille de parfumeur Farina, se fait connaître à Berlin grâce aux matinées et soirées qu'elle organise avec les artistes de son mari.
La chanteuse Amalie Joachim, son mari, le violoniste Joseph Joachim et la pianiste Clara Schumann font partie des invités fréquents de la Villa Simrock. La sœur de Fritz Simrock, Elisabeth Philippine (née le 18 octobre 1829 à Cologne et morte le 28 février 1907 à Munich) est mariée au frère Carl Adolph Cornelius du compositeur Peter Cornelius.